# Országos Gyógyintézeti Központ
Országos Gyógyintézeti Központ, korábban Szabolcs Utcai Kórház, a Pesti Izraelita Hitközség Szabolcs Utcai Kórháza egy mára már megszűnt, nagy múltú budapesti egészségügyi intézmény a XIII. kerületi Szabolcs utca 33–35. szám alatti telken.

## Története

### Épületei
Az Építőipar című folyóirat 1890-es számából ismert a Pesti Izraelita Hitközség Szabolcs Utcai Kórháza létrejöttének története. Eszerint dr. Bőke Gyula egyetemi tanár javasolta a kórház létrejöttét az 1880-as években. A tervet Ybl Miklós felülvizsgálta, majd 1886-ban nyilvános pályázatot hirdettek a kórház épületeinek kialakítására. 13 pályamű érkezett be, s Freund Vilmos és Wellisch Alfréd nyerte meg. A megbízást végül Freund kapta. Az építkezések 1888 márciusa és 1889 októbere között (azaz mintegy másfél év alatt) zajlottak Ámon József építőmester vezetésével. A pavilonos rendszerű, öt épületből álló korszerű épületkomplexum főhomlokzata a Szabolcs utcára néz, déli részét az Aréna (ma Dózsa György) út határolja. A földszintek födémjei vasgerendából készültek, amelyeket a Schlick-féle Vasöntő és Gépgyár szállított. Az épülethomlokzatokat szárazon sajtolt nyerstégla borítja holland reneszánsz mintát követve sárgás háttérrel. Az ablakok bekerítései, a vállpárkányok, és a lábazatok vörös és mintázott sajtolt téglából, a főpárkányok sóskúti mészkőből készültek. Az egyes épületeket oldalrizalittal és egy nagyobb középrizalittal tagolták, és fogazatos koszorúpárkánnyal látták el. Az emeletet elválasztó vonalat vízszintesen elhelyezett dísztéglasor emelte ki, a bejárat félköríves záródású volt.
A kórház egyik épületében zsidó imaterem is működött, azonban ezt a második világháború utáni államosításkor felszámolták.

### Későbbi története
A két világháború között Budapest egyik legrangosabb egészségügyi intézménye volt. Egyetemi katedrát viszont csak 1954-ben kapott (Haynal Imre Egészségtudományi Egyetem). 2000-ben Egészségtudományi és Főiskolai Kar néven beolvasztották a Semmelweis Egyetembe. 2001-ben az Országos Gyógyintézeti Központ nevet kapta, majd 2007-ben megszüntették. A terület ki lett ürítve, majd a 2010-es években ketté osztották: egyik részén hajléktalanellátó intézmény alakult, míg a másikon az Országos Múzeumi Restaurálási és Raktározási Központ (OMRRK). Ez utóbbi területen a századforduló igényes épületeit felújították, a szocializmus alatt keletkezett épülteket pedig elbontották, helyükre újakat emeltek.

## Képtár
- A komplexum a Dózsa György út – Szabolcs utca kereszteződés felől nézve
- A komplexum a Dózsa György út – Vágány utca kereszteződés felől nézve
- A díszítést nem követő kibővítés nyoma
- Közelebbről
- Homlokzatrészlet
- Homlokzatrészlet körablakokkal és a növényzet által eltakart régi főbejárattal
- Díszes téglakeretű ablak
- Bővítések nyomai
- Szabolcs utcai kórház leromlott (jobbra) és a Bródy Adél Klinika ugyancsak Freund Vilmos által tervezett, napjainkban felújított épülete (balra), amely ma az Országos Múzeumi Restaurálási és Raktározási Központ részeként üzemel

## Egyéb irodalom
- Belgyógyászat, kardiológia a Szabolcs utcában 1889-2005. Zsidókórház, orvostovábbképző, egyetem, História Alapítvány, Budapest, 2006, ISBN 963-219-490-X